# Брили

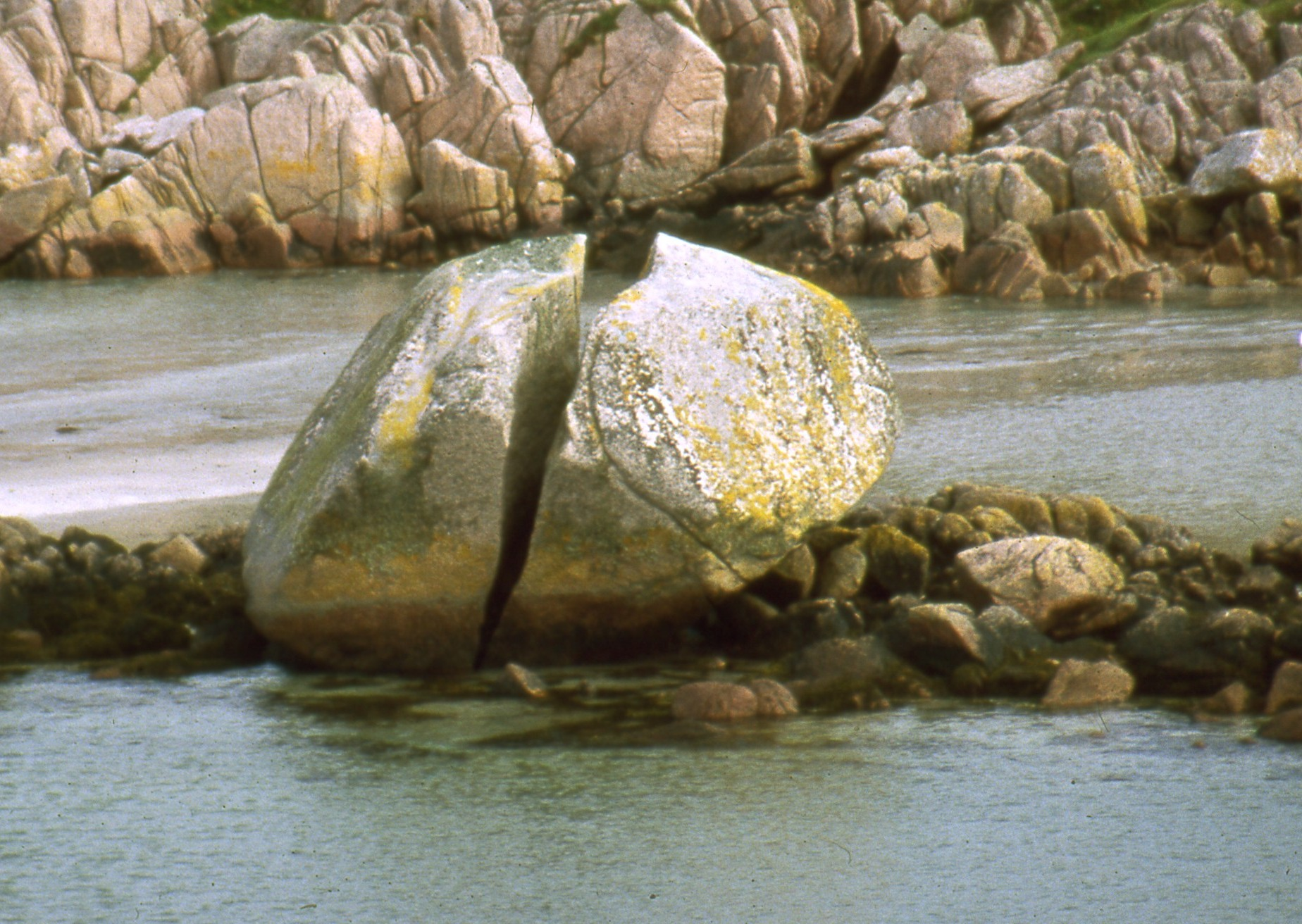
Велика розколота брила (валун) граніту на узбережжі Ffionphort, Шотландія

Бри́ли (пра-і.є. *bhrula, *bhrila), або гли́би (псевдорос., прасл. сх. *glyba):
1. Необкатані безформні (від 10 см і більш) або обкатані великі (понад 1 м в діаметрі) уламки, шматки каменю, землі, глини, льоду тощо.
2. Великі уламки лави і інш. порід, викинуті при вулканічному виверженні.
3. Ділянки земної кори різноманітних розмірів (від одиниці до багатьох сотень км), обмежені розломами і зміщені в якому-небудь напрямі. Підняті вгору Г. — горсти, опущені вниз — ґрабени.